# Zwerg-Glockenblume
Die Zwerg-Glockenblume (Campanula cochleariifolia) ist eine Pflanzenart aus der Gattung  Glockenblumen (Campanula) innerhalb der Familie der Glockenblumengewächse (Campanulaceae). Weitere Trivialnamen sind Kleine Glockenblume, Niedrige Glockenblume und Zierliche Glockenblume.

## Beschreibung

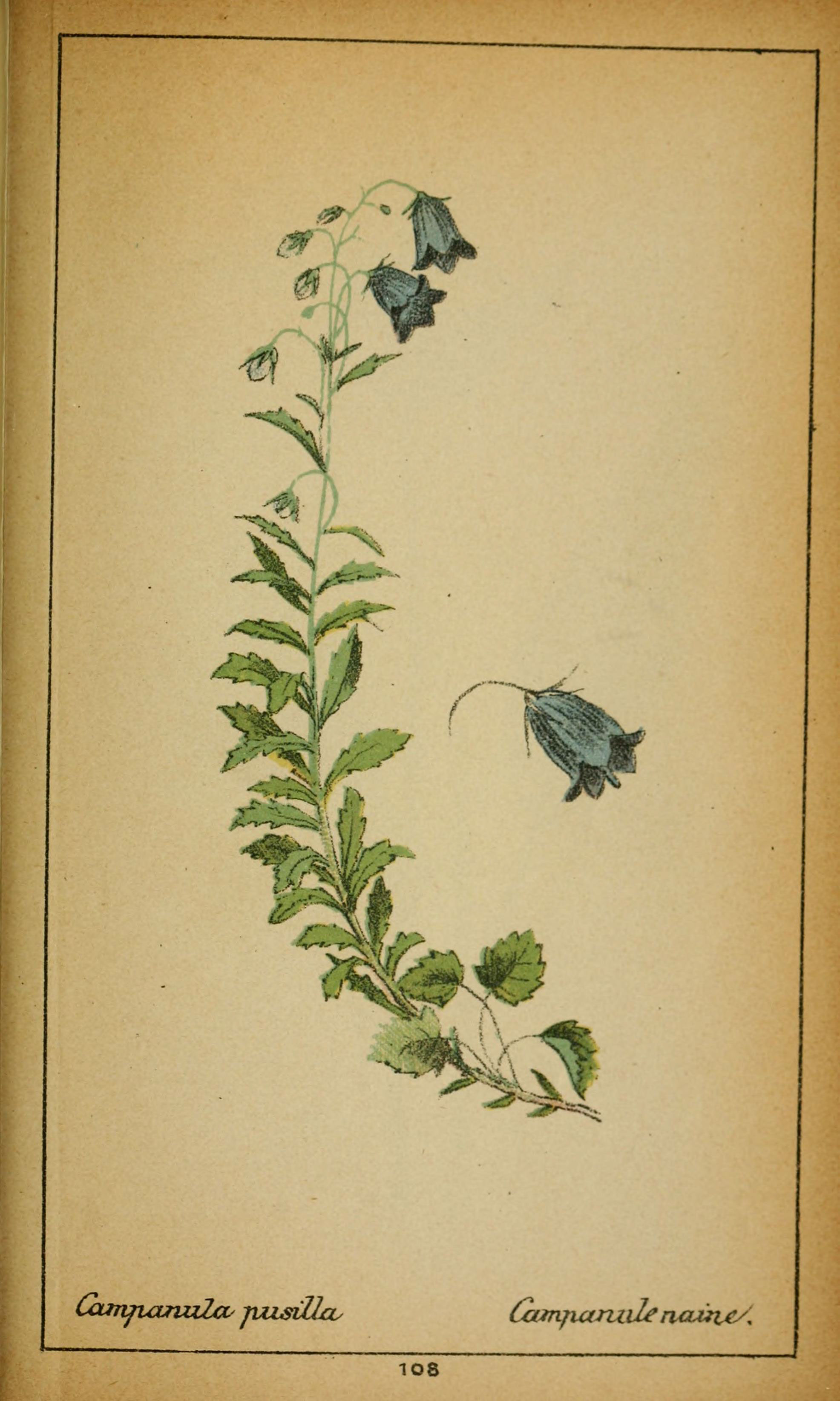
Illustration aus Choix de plantes de l'Europe centrale et particulièrement de la Suisse et de la Savoie, Tafel 108

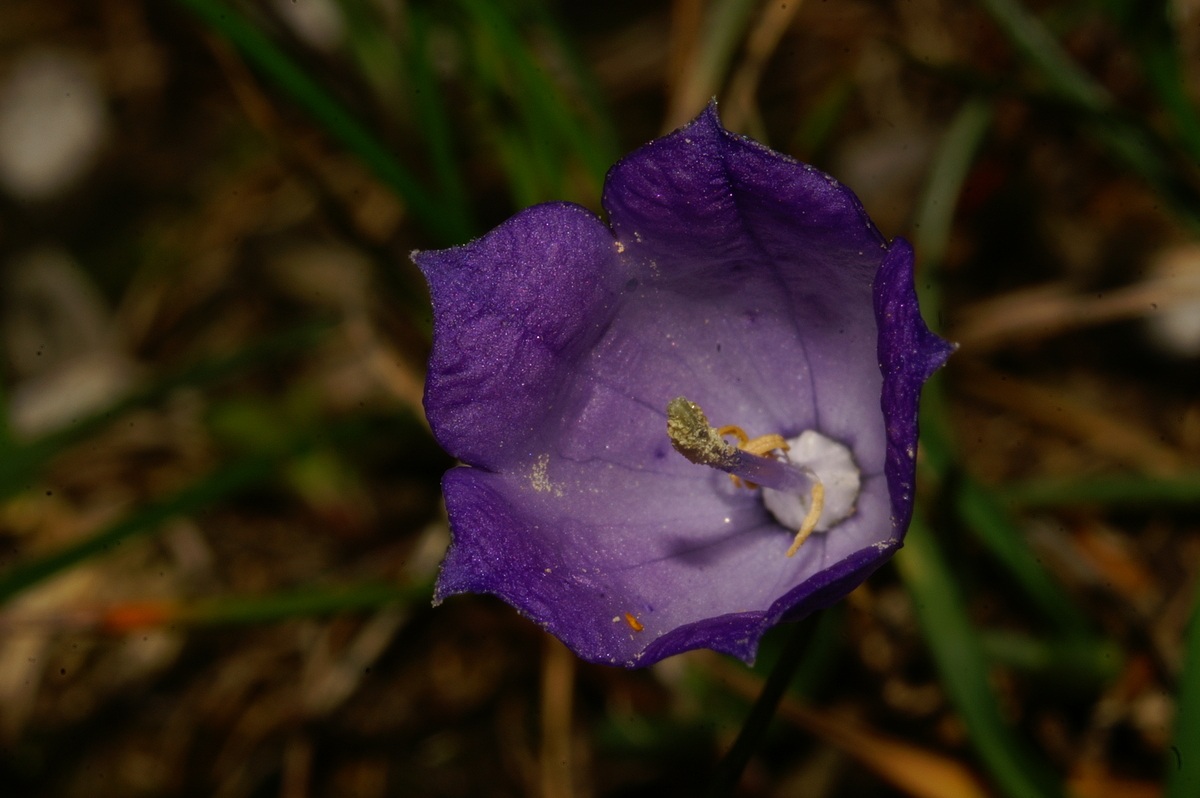
Blüte im Detail

### Vegetative Merkmale
Die Zwerg-Glockenblume wächst als überwinternd grüne, ausdauernde krautige Pflanze und erreicht Wuchshöhen von 5 bis 15, selten bis zu 30 Zentimetern. Sie bildet oft dichte Rasen mit sterilen Blattrosetten. Der Stängel ist unten dicht, oben spärlich beblättert und an seiner Basis flaumig behaart. Selten sind alle oberirdischen Pflanzenteile dicht kurzborstig bewimpert.
Die Grundblätter sind gestielt und ihre Blattspreite ist breit-eiförmig bis rundlich; zur Anthese sind sie meist nicht verwelkt. Der Blattrand ist kerbzähnig. Die unteren Stängelblätter sind lanzettlich. Die oberen Stängelblätter sind linealisch und mehr oder weniger deutlich kurz borstig behaart. Der Laubblattstiel und oft auch die Spreite sind kurzborstig bewimpert.

### Generative Merkmale
Die Blütezeit reicht von Juli bis August. Die Blüten stehen einzeln oder zu wenigen (zwei bis sechs) in traubigen Blütenständen. Die Blütenknospen und meist auch die Blüten sind nickend.
Die zwittrigen Blüten sind radiärsymmetrisch und fünfzählig mit doppelter Blütenhülle. Der kahle Kelch endet in pfriemlichen Kelchzipfeln ohne Anhängsel. Die glockige Krone ist 10 bis 15, selten bis 20 Millimeter lang und die Farbe variiert zwischen hellblau bis blaulila. Der Fruchtknoten ist glatt.
Die Chromosomenzahl beträgt 2n = 34.

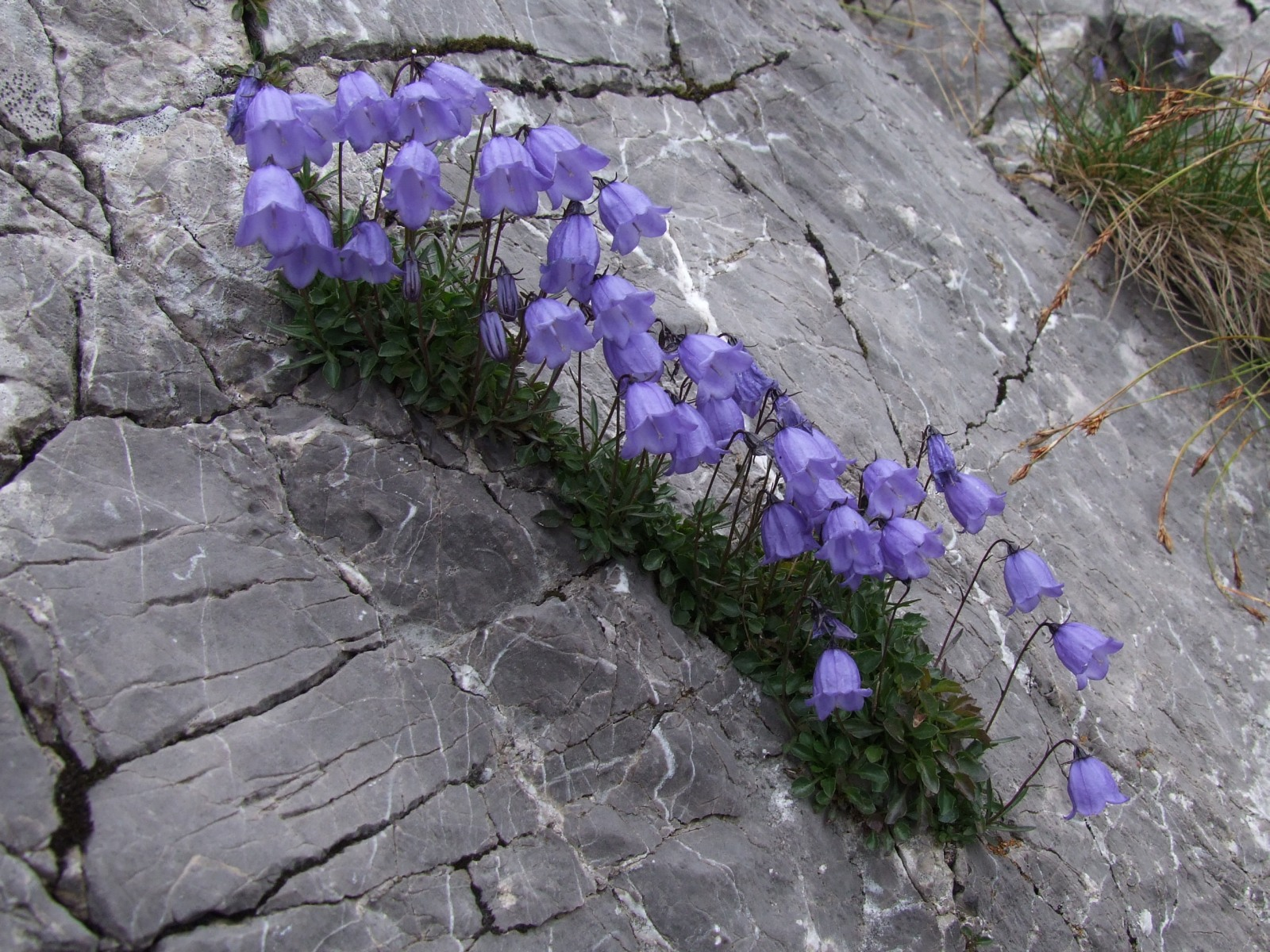
Habitus und Blüten

## Ökologie
Bei der Zwerg-Glockenblume handelt es sich um einen Hemikryptophyten.

## Vorkommen
Die Zwerg-Glockenblume ist vor allem in den Kalkgebieten der Alpen anzutreffen. Ihr Verbreitungsgebiet reicht aber von den Pyrenäen bis zu den Karpaten, zum Balkan und nach Rumänien. Sie hat ursprüngliche Vorkommen in den Ländern Spanien, Frankreich, Italien, Schweiz, Deutschland, Polen, Österreich Slowakei, Slowenien, Kroatien, Bosnien-Herzegowina, Montenegro, Albanien, Bulgarien und Rumänien. In Deutschland kommt sie auch im südlichen Schwarzwald, auf der Schwäbischen Alb und im Alpenvorland vor.
Die kalkliebende Pflanze gedeiht meist in Schutt, Felsspalten und Rasen von der Tallage bis in Höhenlagen von etwa 3000 Metern. In den Allgäuer Alpen steigt sie bis zu einer Höhenlage von über 2000 Metern auf. Sie ist pflanzensoziologisch in den Alpen eine Charakterart der Klasse Thlaspietea rotundifolii, kommt aber auch in feuchten Felsband- und Felsspalt-Gesellschaften der Verbände Potentillion caulescentis und Seslerion albicantis vor. Als Schwemmling gedeiht sie oft in Gesellschaften des Verbandes Epilobion fleischeri. Sie dringt entlang der Flüsse bis weit ins Alpenvorland vor. Die Zwerg-Glockenblume kommt beispielsweise auf dem Schotterkörper der Isar in der Pupplinger Au bei Wolfratshausen vor.
Die ökologischen Zeigerwerte nach Landolt & al. 2010 sind in der Schweiz: Feuchtezahl F = 3+w (feucht aber mäßig wechselnd), Lichtzahl L = 4 (hell), Reaktionszahl R = 5 (basisch), Temperaturzahl T = 2 (subalpin), Nährstoffzahl N = 2 (nährstoffarm), Kontinentalitätszahl K = 3 (subozeanisch bis subkontinental).

## Taxonomie
Die Erstveröffentlichung von Campanula cochleariifolia erfolgte 1785 durch Jean Baptiste de Monnet de Lamarck in Encyclopédie méthodique. Botanique, Band 1, Seite 578, Panckoucke, Paris; Plomteux, Liége. Das Artepitheton cochleariifolia leitet sich von den Löffelkräutern (Cochlearia) ab, da die Form ihrer Grundblätter ähnlich ist.